# زهير بن جذيمة
زهير بن جذيمة هو بطن من جذيمة من عبس من غطفان من العدنانية وهم بنو زهير بن جذيمة العَبْسي، وقال الأندلسي ولد زهير بن جذيمة بن رواحة بن ربيعة بن مازن بن الحارث بن قطيعة ابن عَبْس:
 قيس بن زهير   صاحب حرب داحس وغبراء والحارث بن زهير قتلته كلاب يوم عراعر وشأس بن زهير قتلته رياح بن الأشل بن غَنىّ ومالك بن زهير قتلته فزارة وعوف بن زهير قتلته أيضا فزارة وَورقاء بن زهير والحُصين قتلته رياح بن الأشل أيضا وخداش وجَرير وكثير: أمهم تماضر بنت الشريد السلَمية، وفي المحبر: تماضر بنت الشريد السلمية لها:
قيس ومالك والحارث وورقاء ووهب وشأس بنو زهير بن جذيمة بن رواحة بن ربيعة بن مازن العَبْسي.
وفي جمهرة النسب: فمن بني زهير قيس والحارث وشأس ومالك وعوف وخياش وحُصَين وعمرو، وقال ابن خلدون: زهير بن جذيمة بن رواحة بن ربيعة بن آزر بن الحارث.
وقال ابن الأثير: كان زهير بن جذيمة أمير عبس وأحد سادات العرب المعدودين في الجاهلية وكانت هوازن تهابه حتى تكاد تعبده وتحمل إليه الأتاوة في كل عام سمناً وإقطاً وغنماً وتأتيه بها في عكاظ، وقال العسقلاني: وكان زهير أبا عشرة وعم عشرة وأخا عشرة وخال عشرة ورأس غطفان كلها في الجاهلية ولم تُجمع على أحد قبله.

## سيرته

### من قصصه المأثورة
(زهير أرسل امرأة جاسوسة)
وقد عرف العرب الجاسوسية وتذرعوا بالنساء لمعرفة ما خفي عليهم من أنباء العدو، من ذلك ان رجلا من غنى قتل شأس بن زهير العَبْسي وأنكر بنو غنى أن يكونوا هم القتلة فأرسل زهير امرأة إليهم على إنها تاجرة وأمرها أن تكتم نسبها وأن تتعرض خبر ابنه شأس فاتصلت بنساء غنى وعرفت من إحداهن ان زوجها هو قاتل شأس ثم عادت إليه فأخبرته فأغار عليهم .

### الجرار
لم يكن الرجل يسمى جرار حتى يرأس ألفا وزهير بن جذيمة العَبْسي قاد غطفان كلها وممن اجتمعت عليه هوازن وهي لم تجتمع كلها في الجاهلية إلا على هؤلاء الأربعة نفر من بني جعفر من كلاب وهم خالد بن جعفر بعد قتله زهير بن جذيمة بن رواحة العَبْسي وعروة الرَّحال بن عتية بن جعفر والأحوص بن جعفر وعامر بن مالك بن جعفر بن كلاب .

### مقتلُه
ورقاء بن زهير بن جذيمة العَبْسي ضرب خالد بن جعفر بن كلاب وخالد مكب على أبيه زُهير قد ضربه بالسيف وصرعه فأقبل ورقاء بن زهير فضرب خالداً فلم يضع شيئا فقال ورقاء بن زهير:
رايت زهيراً فقال تحت كَلكَل خالد فأقبلتُ اسعى كالعَجُول أبادر
فشلت يميني يوم اضرب خالداً ويُحْصِنُهُ منى الحديدُ المظاهر
ان خالد بن جعفر العامري قاتل زهير بن جذيمة العَبْسي، وقال الأندلسي: عُباءه وحندُوج ولدا البكاء بن عامر بن ربيعة بن عامر بن صعصعة هو الذي شارك خالد بن جعفر بن كلاب ابن ربيعة بن عامر بن صعصعة في قتل زهير بن جذيمة العَبْسي ، وقال الأندلسي: ومعاوية طعن فرس زهير بن جذيمة العَبْسي يوم قتله خالد وكان معاوية يومئذ غلاما وعاش حتى أدرك الإسلام ووفد على النبي محمد .

## أسرته
فولد زهير بن جذيمة: قيس بن زهير، والحارث بن زهير، وشأس بن زهير، ومالك بن زهير، وعوف بن زهير، وورقاء بن زهير؛ والحصين بن زهير، وخداش بن زهير؛ وجرير بن زهير؛ وكثير بن زهير: أمهم تماضر بنت الشريد السلميّة. من ولد زهير هو ولادة بنت العباس زوجه عبد الملك بن مروان وأم الوليد بن عبد الملك وسليمان بن عبد الملك.